# Pipéracilline/tazobactam
Le pipéracilline/tazobactam est une combinaison d'un agent antibiotique et d'un inhibiteur de la β-lactamase : le pipéracilline et le tazobactam. 
La pipéracilline appartient à la grande classe des pénicillines et plus particulièrement des Uréidopénicillines. Son mode d'action reposant sur l'inhibition de la synthèse des protéines de surface des enveloppes bactériennes de par sa liaison aux PLP (Protéine de Liaison des Pénicillines, participant à la synthèse du peptidoglycane bactérien).  
Il possède une activité bactéricide avec une pharmacocinétique temps-dépendant. À noter que l'absorption per os est nulle et que l'élimination se fait par voie rénale.  
Son spectre d'activité très large lui confère une place dans les traitements des infections nosocomiales (infections post-opératoires, pneumonies acquises sous ventilation, infections urinaires nosocomiales…) mise à part les méningites du fait d'une faible diffusion.   
Les quelques espèces bactériennes non sensibles (ou sensibles de façon inconstante) sont les bactéries productrices de β-lactamases à spectre étendu (BLSE), les bactéries intracellulaires et les staphylocoques méti-R.